# Bahno (přírodní rezervace)
Bahno je přírodní rezervace v oblasti Poloniny.
Nachází se v katastrálním území obce Zboj v okrese Snina v Prešovském kraji. Území bylo vyhlášeno či novelizováno v roce 1988 na rozloze 2,7800 ha. Ochranné pásmo nebylo stanoveno.